# Escuela de sirenas
Escuela de sirenas (título original en inglés: Bathing Beauty) es una película de comedia romántica musical estadounidense de 1944 dirigida por George Sidney y protagonizada por Esther Williams, quien fue presentada por primera vez en un papel estelar, y que a partir de entonces fue conocida como la sirena de América (aunque había protagonizado películas antes, esta fue su primera superproducción en Technicolor).
La utilización de coreografías acuáticas hizo que la película se convirtiese enseguida en un referente muy popular (el tercer éxito de taquilla del estudio, tras Ben-Hur de 1925 y Lo que el viento se llevó de 1939), inaugurando un subgénero de cine musical cuyo escenario era la piscina. Colaboró musicalmente Xavier Cugat.

## Argumento
En Los Ángeles, el compositor Steve Elliot se prepara para casarse con Caroline Brooks, quien se ha comprometido a dejar su trabajo como instructora de natación universitaria. Asimismo, Steve planea dejar su carrera como compositor, a pesar de que el productor neoyorquino George Adams ya lo contrató para escribir nuevas canciones para un espectáculo de ballet acuático.
Cuando George escucha a Steve hablar sobre su "jubilación" con Caroline, promete evitarlo y recluta a María Dorango, una aspirante a actriz que se hace pasar por cantante latinoamericana, para que lo ayude. Momentos después de que un juez de paz declarara a los pelirrojos Steve y Caroline marido y mujer, María entra corriendo, alegando que Steve es su marido y el padre de sus tres hijos pelirrojos, que le acompañan. Aunque Steve se declara inocente, Caroline se enfurece y regresa a su puesto docente en el Victoria College de Nueva Jersey. Un Steve decidido y su amigo, Carlos Ramírez, la siguen hasta allí, pero se les niega la entrada a la escuela exclusivamente para mujeres.
Más tarde, en un club nocturno de Nueva York, Steve conoce al abogado borracho Chester Klazenfrantz y descubre que Klazenfrantz ha sido contratado para cambiar los estatutos del Victoria College, que nunca se ha designado oficialmente como exclusivamente femenino. Armado con esta información, Steve regresa a Victoria e insiste en solicitar la admisión. Sin conocer la relación de Caroline con Steve, Dean Clinton sugiere a la facultad que lo admitan por un período de prueba de dos semanas, tiempo durante el cual le darían 100 deméritos, lo que lo calificaría para la expulsión antes del Día de los Padres.
Una vez inscrito, Steve intenta hablar con Caroline, pero ella se niega a escuchar sus explicaciones y le dice que busca una anulación. Más tarde, en la clase de música, el pesado profesor Hendricks intenta desacreditar a Steve, cuya presencia en el campus ha creado furor entre los estudiantes, ordenándole que escriba su propia versión de la balada escocesa Loch Lomond y que enseñe la clase del día siguiente. Con la ayuda de varios estudiantes talentosos, Carlos, el asistente de enseñanza de música, y el amigo de Steve, Harry James, y su orquesta, Steve supera el desafío de Hendricks y recibe una "A".
Esa noche, Steve visita a Caroline en su casa, pero lo abandonan después de que llega Willis Evans, un profesor de botánica conservador que está enamorado de Caroline. Cuando Caroline se da cuenta de que Steve se esconde en su armario, espiándola, le ordena al gran danés de Willis, Duke, que vigile la puerta del armario, mientras le recuerda a Steve que, a menos que esté en su habitación en cinco minutos, será expulsado por violar la ley. toque de queda. Con solo unos segundos de sobra, Steve logra engañar al perro el tiempo suficiente para escapar de regreso a su lúgubre sótano. Luego, Steve recibe la visita de George, quien amenaza con vilipendiarlo en la prensa a menos que termine sus canciones. Sin embargo, cuando Steve jura vengarse mortalmente de la persona que contrató a María, George da marcha atrás y se ofrece a ayudar a Steve a hacer su tarea. Preocupado por la proximidad del Día de los Padres, Dean Clinton, mientras tanto, ordena a los profesores de Steve, que le han penalizado sólo cincuenta y cinco deméritos, que le presionen. A tal efecto, Mme. Zarka, la despiadadamente estricta profesora de ballet de Steve, lo obliga a usar un tutú y bailar con las alumnas, pero Steve una vez más está a la altura de las circunstancias.
Dean Clinton, ahora desesperado, le pide a Caroline que salga con Steve y se asegure de que regrese a Victoria después del toque de queda. Caroline está de acuerdo, pero durante la noche, Steve la convence de su inocencia y, mientras conducen de regreso a la escuela, hacen planes para regresar juntos a California. Sin que ellos lo sepan, María está en el campus, buscando exponer a George, quien ha estado tratando de deshacerse de ella, ante Steve. Al mismo tiempo, una hermandad de mujeres del campus desciende a la habitación de Steve, con la esperanza de iniciarlo, y Jean Allenwood, otra estudiante, aparece con la noticia de que sus padres y Dean Clinton están de camino a inspeccionar su habitación. Mientras Steve esconde desesperadamente a todas las mujeres en dos armarios y evita que Caroline descubra a María, George llega inesperadamente. Aunque Steve logra esconder a George y a él mismo y engañar a Dean Clinton y los Allenwood, María pronto le hace saber su presencia a Caroline, quien una vez más se marcha furiosa. Más tarde, Steve promete escribir canciones para el espectáculo de ballet acuático de George con la condición de convertir a Caroline en la estrella. George está de acuerdo, y después de que María finalmente puede decirle la verdad a Caroline, Caroline se reúne felizmente con Steve, quien luego le da una paliza a George.

## Reparto
- Red Skelton - Steve Elliot
- Esther Williams - Caroline Brooks
- Basil Rathbone - George Adams
- Bill Goodwin - Professor Willis Evans
- Jean Porter - Jean Allenwood
- Nana Bryant - Dean Clinton
- Carlos Ramírez como él mismo
- Ethel Smith - Ethel Smith, profesora de música
- Xavier Cugat como él mismo, líder de "Xavier Cugat y su orquesta"
- Lina Romay como ella misma, cantante  de "Xavier Cugat y su orquesta"
- Harry James como él mismo, líder de "Harry James and His Music Makers"
- Helen Forrest como ella misma, cantante de "Harry James and His Music Makers"
- Donald Meek - Chester Klazenfrantz
- Jacqueline Dalya - María Dorango
- Francis Pierlot - Professor Hendricks
- Ann Codee - Mme. Zarka
- Margaret Dumont - Mrs. Allenwood
- Bunny Waters - Bunny
- Janis Paige - Janis
- Dorothy Adams - Miss Hanney, secretaria de la universidad (sin acreditar)
- Jane Isbell como Western Union girl (sin acreditar)

## Producción
Dorothy Kingsley, quien escribió el guion, había escrito algo para Girl Crazy. Jack Cummings la trajo a Escuela de sirenas.
Había habido un millón de escritores [antes que yo] pero el guión era simplemente aburrido, ahí tirado. No pudieron rodarla, a pesar de que tenían compromisos con Esther Williams y Red Skelton, con Harry James, el trompetista, y con Xavier Cugat, el hombre del cha-cha-cha. ¡Habían rodado los números musicales y no tenían historia! Habían rodado un gran número con Xavier Cugat, ¡solo que nadie en el guión tenía ningún motivo para estar allí, para ver este número! Tuve que pensar en algo y luego enviarles una página [al set] para que lo filmaran. Fue realmente salvaje. En general, esa no es la forma en que deberías hacer una película. Tuve un verdadero bautismo de fuego. Pero la película funcionó, fue un gran éxito, la primera gran película de Esther.
Se le recomendó a Skelton que se afeitara el vello rojo del pecho para las secuencias de natación. Protestó, y después de hablar con su esposa, solo se cortó el cabello cuando el estudio le pagó 200$ en efectivo y guardó todos los rizos en una bolsa de plástico..
La escena con Skelton resultó difícil de completar con su personaje atrapado en una casa con un perro grande y agresivo afuera. La escena iba a ser descartada hasta que Buster Keaton visitó el set y rápidamente sugirió una resolución satisfactoria.
Las secuencias de la piscina se rodaron en el Lakeside Country Club, en el Valle de San Fernando. La película se rodó en enero y el césped del club de campo estaba muerto y marrón. El director George Sidney trajo un equipo de pintura y pintó de verde la hierba muerta con spray, lo que duró toda la semana de rodaje. Sin embargo, eso arruinó el césped y el estudio tuvo que enviar equipos en la primavera para volver a sembrar el césped.
La cita de Williams para el primer avance de la película en Pomona fue su futuro esposo, el sargento Ben Gage.

## Estreno
La película se estrenó en el Astor Theatre en la ciudad de Nueva York. Para el evento, la publicidad de MGM instaló un cartel de seis pisos de altura de Williams sumergiéndose en Times Square con un gran cartel que decía: "Entra. ¡El agua está bien!"

### Respuesta crítica
La respuesta a la película fue "brillante",  como escribió Williams en su autobiografía. En una reseña de 1944 para The New York Times, Bosley Crowther se burló del título, pero también escribió: "Los talentos de la señorita Williams como nadadora, sin mencionar sus otros atributos, hacen que cualquier título que el estudio quiera ponerle esté bien para nosotros cuando ella navega a través del agua azul cristalina en un traje de baño rojo rosado, o chapotea en límpida magnificencia en el llamativo carnaval acuático que John Murray Anderson ha logrado. Es una belleza que se baña por nuestro dinero, aunque arrastrada por los talones. En otras palabras, "Bathing Beauty" es una lluvia colorida de música, comedia y baile mientras July jadea apasionadamente sobre los talones de June. Un refrigerio agradable para tener a mano."

### Taquilla
Bathing Beauty fue un éxito de taquilla. Según los registros de MGM, la película ganó 3.284.000 dólares en los Estados Unidos y Canadá, y 3.608.000 dólares en otros lugares, lo que resultó en una ganancia de 2.132.000 dólares. Fue una de las películas más populares de 1946 en Francia en términos de entradas, de 5.438.665.

### Medios domésticos
El 17 de julio de 2007, Turner Entertainment lanzó "Bathing Beauty" en DVD como parte de TCM Spotlight: Esther Williams, Volumen 1. El conjunto de cinco discos contiene versiones remasterizadas digitalmente de varias de las películas de Williams, incluidas Easy to Wed (1946), On an Island with You (1948), Neptune's Daughter (1949) y Dangerous When Wet (1953)

### Influencia
La secuencia de la clase de ballet de seis minutos se utilizó en The Clown (película de 1953) inspirada en The Champ (película de 1931), protagonizada por Skelton como una vez famosa estrella de Ziegfeld Follies.
Varios momentos de la película se hicieron famosos, una de esas escenas en las que los nadadores se sumergen unos junto a otros en la piscina y ejecutan acrobacias acuáticas que involucran a Williams, incluida su recepción como una reina que emerge del agua, y ella siendo rodeada por varios nadadores más que forman un círculo. Las tomas aéreas de éstas elaboradas secuencias coreografiadas se volvieron icónicas, especialmente para Williams y el coreógrafo Busby Berkeley.
La secuencia final del ballet acuático ha sido parodiada varias veces, la más famosa en The Great Muppet Caper (1981), con Miss Piggy, en la comedia de Mel Brooks La loca historia del Mundo (1981), brevemente en la secuencia "Be Our Guest" en la película de Disney La Bella y la Bestia  (1991), y en Los Simpson episodio "Bart of Darkness" (1994), con Lisa Simpson.
La película está reconocida por el American Film Institute en estas listas:
- 2006: Las mejores películas musicales de AFI – Nominado[11]

## Banda sonora
La banda sonora presenta muchas actuaciones en pantalla de grandes bandas de la época: Harry James, Xavier Cugat, Ethel Smith, Helen Forrest, y Lina Romay.
- "La magia es la luz de la luna (Te quiero, dijiste)" – Carlos Ramírez (en español) con la Orquesta Xavier Cugat
- "I'll Take the High Note" – reproducida durante los créditos iniciales, luego Red Skelton, Jean Porter, Janis Paige, Carlos Ramírez y Helen Forrest.
- "Bim, Bam, Bum" – Lina Romay con la Orquesta Xavier Cugat
- "Trumpet Blues and Cantabile" – Harry James and His Music Makers con Harry James en la trompeta
- "Junto a las aguas de Minnetonka: una canción de amor india" – Ethel Smith
- "Tico-Tico no Fubá" – Ethel Smith
- "Alma llanera" – Lina Romay con la Orquesta Xavier Cugat
- "Hora staccato" – Harry James, Harry James y sus creadores de música
- "Lloré por ti" – Helen Forrest, Harry James y sus creadores de música
- "Boogie Woogie" – Harry James y sus creadores de música
- "La emoción de un nuevo romance" – Orquesta Xavier Cugat